# 南园新村学校
南园新村学校是安徽省合肥市包河区一所初等教育学校，毗邻安徽省水利厅与中国科技大学，是合肥1990年代城市改造项目南苑新村的配套教育项目。该校涵盖小学与初中教育两部，1996年初开始招生。学校地处南园小区内部，2003年还出了全市中考的状元。2013年，南园新村学校和中铁四局集团合肥铁路中学合并成为合肥市南园学校，目前为合肥市南园学校（北校区）的校址。